# راکیش امپراکاش مهرا
راکیش امپراکاش مهرا (انگلیسی: Rakeysh Omprakash Mehra؛ زادهٔ ۷ ژوئیهٔ ۱۹۶۳) یک کارگردان و فیلم‌نامه‌نویس اهل هند است. وی از سال ۱۹۸۶ میلادی تاکنون مشغول فعالیت بوده‌است.
وی همچنین برنده جوایزی همچون جوایز فیلم‌فیر شده‌است.
او در فیلم مایای عزیز بازی کرده‌است